# Tobi (mese)
Tobi (in copto: Ⲧⲱⲃⲓ, Tōbi), conosciuto anche come Tybi (in greco: Τυβί, Tybí) e Tubah (in arabo: طوبه), è il quinto mese dei calendari egizio e copto. Nel calendario gregoriano, Tobi corrisponde al periodo che va dal 9 gennaio al 7 febbraio.
Nell'antico Egitto, il mese di Tobi era anche il primo mese della stagione del Peret ("primavera", "emersione" o "comparsa delle terre"), il periodo in cui le acque del Nilo retrocedevano e i campi cominciavano a dare frutti nelle terre egiziane.

## Nome
Il nome del mese di Tobi deriva da Amso Khem, una delle forme dell'antico dio egizio Amon-Ra.

Il nome in lingua egizia era: 
| X1 · G1 | D58 | X1 · Z5 |

 (Tȝ-ˁbt).

## Descrizione
Quella che segue è la descrizione del mese di Tobi fatta dallo storico egiziano medievale Al-Maqrizi nella sua opera al-Mawāʿiẓ wa al-iʿtibār fī dhikr al-khiṭaṭ wa al-athār, tradotto in francese da Urbain Bouriant come Description topographique et historique de l'Égypte.
"Toubeh, (l'antico nome di Tobi): il quinto mese copto. Il mais e il lino devono essere ripuliti dalle erbacce e la terra, che dev'essere dedicata al cotone, al sesamo e alla cucurbita estiva, viene preparata fino al primo giorno di Meshir. Le terre destinate alla crescita di colocasia, e dello zucchero, dovrebbero essere inondate. Le terre riconosciute incoltivabili dovrebbero essere contrassegnate e dichiarate improduttive, in modo che possano essere esenti da tassazione. Avviene il primo taglio della canna da zucchero (hasab er-rcis) - lasciandone abbastanza per la semina, un qīrāṭ per ogni feddan. Alla fine del mese si dovrebbero cominciare i lavori in canali e dighe: e molta cura dovrebbe essere riservata alla riparazione di sakhieh (ruote idrauliche), pozzi, ecc. In Toubeh, l'acqua del Nilo è nel suo stato migliore e più limpido e le cisterne al Cairo e in tutte le grandi città dovrebbero essere riempite in questo mese. La carne di pecora è migliore in Toubeh che in qualsiasi altra stagione. Le verdure, in particolare le carote, sono al meglio. Cavalli e muli dovrebbero essere nutriti con bersim, ed è giunto il momento per la vendita del bestiame. I venti dal sud (Siba) sono più prevalenti che da nord (Dabour). In questo mese si riscuotono le tasse. Ci sono vari detti popolari che riguardano Toubeh, ad esempio che se la pioggia cade su uno qualsiasi dei primi undici giorni, ma specialmente sulla festa dell'Epifania, ciò è un segno sicuro di buon raccolto. Il fallah dice: "Yfra en Nusrani" ("Il cristiano è felice") e afferma che Dio è contento del suo popolo e che lo ricompenserà con un raccolto abbondante."

## Sinassario copto del mese di Tobi
Di seguito il sinassario del mese:
| Copto  | Giuliano    | Gregoriano | Commemorazioni |
| ------ | ----------- | ---------- | --- |
| Tobi 1 | Dicembre 27 | Gennaio 9  | - Martirio di Santo Stefano. - Martirio di San Leonzio. - Martirio di Esculapio e Dioscoro di Akhmim |
| 2      | 28          | 10         | - Deposizione di San Teonas, 16º Papa di Alessandria. - Martirio di San Callinico, vescovo di Pelusio. |
| 3      | 29          | 11         | - Memoria della strage degli innocenti di Betlemme per ordine di Erode il Grande. |
| 4      | 30          | 12         | - Deposizione di San Giovanni apostolo ed evangelista. |
| 5      | 31          | 13         | - Martirio di Sant'Eusignio, soldato dell'Imperatore Costantino. (362) |
| 6      | Gennaio 1   | 14         | - Memoria della Circoncisione di Gesù. - Ascensione del profeta Elia. - Deposizione di San Marciano, 8º Papa di Alessandria. - Deposizione di San Basilio il Grande, arcivescovo di Cesarea in Cappadocia.                                              |
| 7      | 2           | 15         | - Deposizione di San Silvestro, Papa di Roma. |
| 8      | 3           | 16         | - Dedicazione della chiesa di San Macario. - Deposizione di Sant'Andronico, 37º Papa di Alessandria. - Deposizione di San Beniamino I, 38º Papa di Alessandria.                                                                                         |
| 9      | 4           | 17         | - Deposizione di Sant'Abramo di Scete, monaco, amico di San Giorgio. (VII sec.) |
| 10     | 5           | 18         | - Vigilia della Santa Epifania - Deposizione di San Demetrio II, 111º Papa di Alessandria. - Commemorazione di San Giusto, discepolo di San Samuele. |
| 11     | 6           | 19         | - Solennità dell'Epifania (Teofania) di Nostro Signore Gesù Cristo. |
| 12     | 7           | 20         | - Secondo giorno dell'Epifania. - Memoria di San Michele Arcangelo. - Martirio dei SS: Teodoro l'Orientale, Leonzio l'Arabo e Panigero il Persiano. - Martirio di Sant'Anatolio il Persiano.                                                            |
| 13     | 8           | 21         | - Memoria del miracolo delle nozze di Cana. - Deposizione di San Teofilo, monaco. - Martirio di Santa Demiana e delle 40 Vergini, monache. (IV sec.) |
| 14     | 9           | 22         | - Deposizione di Sant'Arselide, monaco. - Deposizione di San Massimo, fratello di San Domezio, figli dell'imperatore Valentiniano I. |
| 15     | 10          | 23         | - Deposizione del profeta Abdia. |
| 16     | 11          | 24         | - Martirio di San Filoteo, fanciullo. - Deposizione di San Giovanni IV, 48º Papa di Alessandria. |
| 17     | 12          | 25         | - Deposizione di San Domezio, fratello di San Massimo, figli dell'imperatoreValentiniano I. - Deposizione di San Giuseppe el-Abbah, vescovo di Girga.                                                                                                   |
| 18     | 13          | 26         | - Deposizione di San Giacomo, vescovo di Nisibi. |
| 19     | 14          | 27         | - Rinvenimento delle reliquie dei SS. Or, Pisoura e di Ambira, loro madre. |
| 20     | 15          | 28         | - Deposizione di San Procoro, uno dei settanta discepoli. - Memoria della dedicazione della chiesa di San Giovanni Calibita a Roma e traslazione in essa delle sue reliquie. - Memoria del martirio dei SS. Behna (Bahnou) e Kloag (Bagoug), sacerdote. |
| 21     | 16          | 29         | - Dormizione della Beata Vergine Maria, Madre di Dio (Theotókos). - Deposizione di Sant'Ilaria, figlia dell'imperatore Zenone. - Deposizione di San Gregorio di Nissa, fratello di San Basilio il Grande.                                               |
| 22     | 17          | 30         | - Deposizione di Sant'Antonio il Grande. |
| 23     | 18          | 31         | - Martirio di San Timoteo, discepolo di San Paolo. - Deposizione di San Cirillo IV, 110º Papa di Alessandria. |
| 24     | 19          | Febbraio 1 | - Deposizione di Santa Maria di Alessandria, monaca di clausura. - Martirio di San Bisada, sacerdote. |
| 25     | 20          | 2          | - Deposizione di San Pietro il Devoto, monaco a Scete. (IV sec.) - Martirio di Sant'Askala (Asela), asceta. |
| 26     | 21          | 3          | - Martirio dei 49 Anziani di Scete. - Deposizione di Sant'Anastasia la Patrizia, eremita. (VI sec.) |
| 27     | 22          | 4          | - Martirio di San Serapione. - Memoria di San Suriele Arcangelo. - Traslazione delle reliquie di San Timoteo, discepolo di San Paolo. - Martirio di San Febammone, soldato.                                                                             |
| 28     | 23          | 5          | - Martirio di San Clemente, vescovo di Ancira. (Ankara) - Martirio di San Caio di Al-Fayyum. |
| 29     | 24          | 6          | - Deposizione di Santa Xenia di Roma, vergine. - Memoria di San Siriaco il lottatore. |
| 30     | 25          | 7          | - Martirio di Santa Sofia e delle sue tre figlie Pistis, Helpis e Agape di Tessalonica (II sec.) - Deposizione di Sant'Andrea il Samuelita. |